# (4872) Grieg
(4872) Grieg est un astéroïde de la ceinture principale.

## Description
(4872) Grieg est un astéroïde de la ceinture principale. Il fut découvert le 25 décembre 1989 à Tautenburg par Freimut Börngen. Il présente une orbite caractérisée par un demi-grand axe de 2,73 UA, une excentricité de 0,06 et une inclinaison de 10,7° par rapport à l'écliptique.
Cet astéroïde est nommé en l'honneur du compositeur norvégien Edvard Grieg (1843-1907).

## Compléments